# Roberto Cingolani

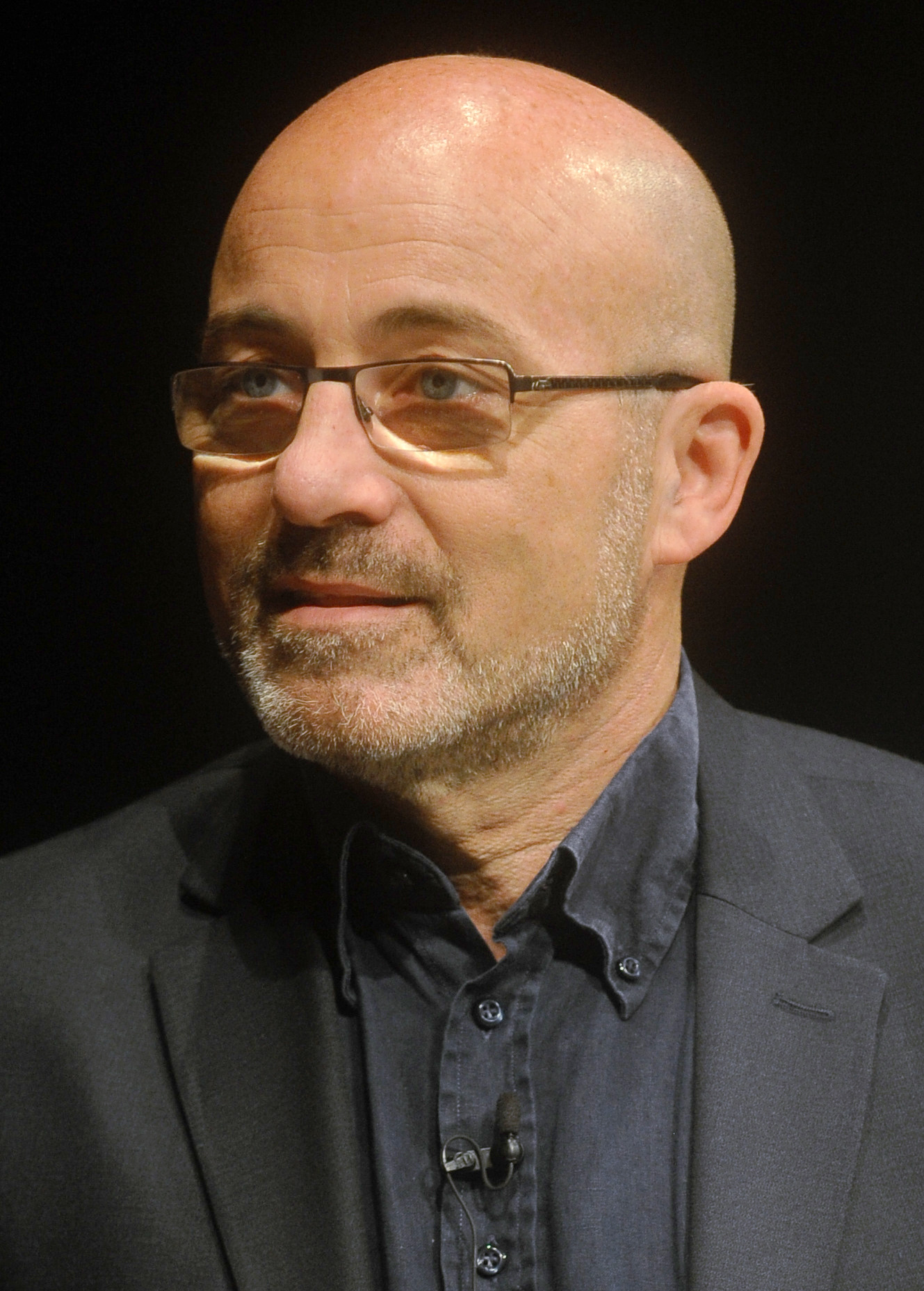
Roberto Cingolani (2018)

Roberto Cingolani (geboren 23. Dezember 1961 in Mailand) ist ein italienischer Physiker, Hochschullehrer und Manager. Vom Februar 2021 bis zum Oktober 2022 war er italienischer Umweltminister im Kabinett Draghi. Seit 2023 ist er CEO des italienischen Rüstungskonzerns Leonardo.

## Karriere
Cingolani studierte Physik an der Universität Bari. Nach Abschluss der Laurea 1985 und der Erreichung des Doktorgrades 1988 in Bari besuchte er zur Weiterbildung die Eliteschule Scuola Normale Superiore in Pisa.
Anschließend arbeitete er von 1989 bis 1991 im Max-Planck-Institut für Festkörperforschung in Stuttgart. Von 1992 bis 2004 war er Professor für Physik an der Università del Salento in Lecce. Zwischenzeitlich war er Gastprofessor am Institute of Industrial Sciences der Universität Tokio (1997) und an der Virginia Commonwealth University in Richmond (Virginia) (1998).
2005 wurde er zum wissenschaftlichen Direktor des Istituto italiano di tecnologia (IIT) in Genua ernannt. In Genua beschäftigte er sich mit Materialwissenschaften und interdisziplinärer Nanotechnologie. Im Jahre 2019 wechselte er in die Privatwirtschaft und übernahm die Leitung des Bereichs technologische Innovation beim Luft- und Raumfahrt- sowie Rüstungskonzern Leonardo S.p.A.
Cingolani wurde 2020 Mitglied der Expertenkommission des Ministerratspräsidiums, die zur Bekämpfung der COVID-19 Pandemie und ihrer Folgen konstituiert wurde. Am 12. Februar 2021 wurde er vom designierten italienischen Ministerpräsidenten Mario Draghi zum Minister des ökologischen Übergangs ernannt.
Nach der Regierungsübernahme durch Giorgia Meloni im Oktober 2022 war der ehemalige Minister Cingolani weiter beratend für die neue Regierung in Energiefragen tätig. Im April 2023 wurde er von Ministerpräsidentin Meloni erneut mit der Leitung des Rüstungskonzerns Leonardo S.p.A. betraut, dessen Hauptaktionär das italienische Ministerium für Wirtschaft und Finanzen ist.
Roberto Cingolani ist Patentinhaber von über 100 Patenten sowie Autor oder Coautor von etwa 1100 Publikationen.

### Positionen
Im September 2021 behauptete Cingolani, prinzipielle Kernkraftgegner wären „Salon-Umweltschützer“, „schlimmer als die Klimakatastrophe, auf die wir zusteuern, wenn wir nichts unternehmen“. Eine Industrienation wie Italien dürfe nicht auf Forschung an der vierten Generation von Atomreaktoren verzichten, die ohne angereichertes Uran und ohne Schwerwasser auskäme (siehe auch Dual-Fluid-Reaktor. Es gibt (Stand 2021) keinen Prototyp.) Später erklärte er vor dem parlamentarischen Umweltausschuss, dass er den Bau von Atomkraftwerken nicht gegen den von der italienischen Bevölkerung im Referendum beschlossenen Atomausstieg vorantreiben werde. „Bis eine neue Reaktorgeneration ausgereift sei und eine Entscheidung getroffen werden muss, werde er sicher nicht mehr Minister sein.“